# Giungla (Paola & Chiara)
Giungla è l'ottavo album in studio del duo musicale italiano Paola & Chiara, pubblicato l'11 giugno 2013 dalle etichette Trepertre, Self e Pirames International.

## Descrizione
Il disco è stato distribuito sia in edizione fisica che in quella digitale l'11 giugno 2013, e in anteprima streaming Spotify il 4 giugno, quasi in contemporanea con il singolo Divertiamoci (perché c'è feeling), che lo precede di un giorno.
All'interno dell'album è contenuta anche la canzone Stai dove sei, un inedito presentato nella sesta puntata della sesta edizione del varietà televisivo I migliori anni condotto da Carlo Conti. È inoltre presente una cover in lingua italiana del brano California King Bed di Rihanna, dal titolo Che mi importa di te, e la versione in lingua cinese del singolo del 2005 A modo mio.

## Tracce
1. Divertiamoci (perché c'è feeling) (feat. Razza Krasta) – 3:21 (Chiara Iezzi, Paola Iezzi, Daniele Cortese, Gianni Bini)
2. Tu sei l'anno che verrà – 3:43 (Chiara Iezzi, Paola Iezzi)
3. Tu devi essere pazzo (feat. Moreno) – 3:51 (Chiara Iezzi, Paola Iezzi)
4. Non c'è me senza te – 3:29 (Chiara Iezzi, Paola Iezzi, Fortunato Zampaglione)
5. E se per caso – 3:44 (Chiara Iezzi, Paola Iezzi, Danilo Mangano, Gianfranco Cuffaro, Massimo Zoara)
6. Ma tu non puoi (più chiamarla felicità) – 4:49 (Chiara Iezzi, Paola Iezzi)
7. Stai dove sei – 4:18 (Chiara Iezzi, Paola Iezzi)
8. Non piangere per me – 3:32 (Chiara Iezzi, Paola Iezzi, Nathan Maria Radovic)
9. Non sei più tu – 4:12 (Chiara Iezzi, Paola Iezzi)
10. Ultime gocce d'estate – 3:56 (Chiara Iezzi, Paola Iezzi, Fortunato Zampaglione)
11. Che mi importa di te – 4:00 (Alexander Delicata, Andrew Harr, Jermaine Jackson, Priscilla Renea, Robyn Rihanna Fenty)
12. La voce dentro me – 3:40 (Chiara Iezzi, Paola Iezzi, Danilo Mangano, Massimo Zoara)

Tracce bonus
1. Divertiamoci (Perché c'è feeling) (Nico Romano RMX) – 3:30 (Chiara Iezzi, Paola Iezzi, Daniele Cortese, Gianni Bini)
2. Ba Xin Fang Kai 把心放开 (A modo mio - Chinese Version) – 3:54 (Chiara Iezzi, Paola Iezzi)

Traccia bonus nell'edizione di iTunes
1. Tu devi essere pazzo – 3:40 (Chiara Iezzi, Paola Iezzi)

## Formazione
- Paola Iezzi - voce
- Chiara Iezzi - voce

## Classifiche
| Classifica (2013) | Posizione massima |
| ----------------- | ----------------- |
| Italia            | 13                |